# استودیو بل
استودیو بل یک استودیو ضبط ایرانی است که در سال ۱۳۴۴ به پیشنهاد مرتضی حنانه ساخته شد، مهدی برکشلی و علی اکبر نکوگر از جمله افرادی بودند که در پایه‌گذاری آن نقش داشتند. پیش از انقلاب ۱۳۵۷ ایران، آثار هنرمندانی همچون فرهاد مهراد، فریدون فروغی، گوگوش و داریوش اقبالی در این استودیو ضبط شده‌است. پس از انقلاب هم گروه‌ها و هنرمندانی همچون چاووش، عارف، شیدا، محمدرضا شجریان، حسین علیزاده، فرامرز پایور و علیرضا افتخاری آثار خود را در این مکان ضبط کرده‌اند. همچنین موسیقی پروژه‌هایی همچون نیلوفرانه، نسیما، سربداران، هزاردستان، دلشدگان، امیرکبیر و ناخدا خورشید نیز در این استودیو ضبط شد. استودیو بل در تهران منطقه مطهری واقع در خیابان لارستان جنب کوچه مجلسی واقع شده‌است.

## بازسازی
در سال ۱۳۷۳، بل با مدیریت محمدعلی چاووشی، وارد عرصه تصویر و فیلم شد و با خرید و نصب تجهیزات حرفه‌ای بل به استودیوی دیداری شنیداری کشور در بخش خصوصی تبدیل شد. در ادامه برنامه‌های توسعه و مدرنیزاسیون، مدیریت جدید بل در سال ۱۳۸۲ اقدام به مجهز کردن امکانات جدید تصویر و صدا هم سطح با استودیوهای درجه اول اروپا و آمریکا در استودیو بل نمود.
در سال ۱۳۸۷ این استودیو با چهار میلیارد تومان هزینه به تازه‌ترین امکانات صوتی در دنیا تجهیز شد.